# Richard Klemm (Cellist)
Karl Oskar Richard Klemm (* 25. März 1902 in Löbtau bei Dresden; † 1988 in Berlin) war ein deutscher Cellist, Komponist und bedeutender Lehrer.

## Biographie
Sein Vater Oskar Richard Klemm war ein Universalmusiker, der neben seinem Hauptinstrument Kontrabass verschiedene andere Instrumente spielte und sich durch Aufspielen zu privaten Feiern wie Hochzeiten und ähnlichem durchschlug.
Richard Klemm erhielt als Kind zum Teil durch seinen Vater Unterricht in mehreren Instrumenten (Cello, Klavier, Geige, Trompete) und sang im Dresdner Kreuzchor. 1919 verließ Klemm Dresden und nahm eine Cellistenstelle im Kurorchester der Stadt Königsberg an. In den Jahren 1923–1926 studierte er Cello bei Hugo Becker in Berlin, Komposition bei Paul Juon, und Klavier. Er absolvierte die Reifeprüfung in den beiden Fächern Cello und Klavier. Zu den Abschlussprüfungen spielte er die Cello-Solosonate von Zoltán Kodály und das Klavierkonzert Nr. 3 in c-Moll von Ludwig van Beethoven.
Nach Beendigung des Studiums wurde Richard Klemm Cellist in der Staatskapelle Berlin (Orchester der Staatsoper Berlin). Daneben spielte er in Kammermusikensembles der Staatskapelle Berlin sowie im Kniestädt-Quartett. 1950 erlernte er autodidaktisch das Gambenspiel.
1958 wurde Richard Klemm Professor an der Hochschule für Musik in West-Berlin. Mehrere seiner Schüler wurden Cellisten der Berliner Philharmoniker (Wolfgang Boettcher, Christoph Kapler, Jörg Baumann, Alexander Wedow). Klemms Kompositionstätigkeit für vier Celli trug zur Gründung des Ensembles Die 12 Cellisten bei. Auch sein Gambenspiel gab er seinen Schülern weiter.
Sein späterer Kollege Siegfried Borris schrieb ihm ein Konzert für Gambe und Orchester. Klemm gehörte lange Zeit dem Orchester der Richard-Wagner-Festspiele in Bayreuth an. Zu seinen Kompositionen zählen vor allem Werke für vier Celli (u. a. Bolero, Habanera, Espana, Konzertwalzer). Bearbeitet hat er Johann Sebastian Bachs Kunst der Fuge für Streichquartett sowie die Konzerte für Violoncello von Joseph Haydn, Robert Schumann und Camille Saint-Saëns für vier Celli.
In Anerkennung seiner Verdienste erhielt Richard Klemm das Bundesverdienstkreuz am Bande.
Er war mit Ilse Ebermann verheiratet und hatte drei Söhne.